# Дуэттино
Дуэттино (итал. Duettino, уменьшит. от Duetto, дуэт, буквально «маленькая двойка») — небольшая музыкальная пьеса для двух вокальных исполнителей (дуэта). Согласно ЭСБЕ, был изобретён Паоло Квальяти (Paolo Quagliati, 1555 — 16 ноября 1628) в начале XVII века и большое развитие получил благодаря Пиччини.
Дуэттино пишутся, по традиции, c инструментальным сопровождением. Известны инструментальные дуэттино (Сен-Санс, сочинение для фортепьяно в 4 руки — Дуэттино (ор. 11, 1858)).

## Примеры произведений
- Вольфганг Mоцарт: «Свадьба Фигаро» содержит 6 дуэттино (No 1, 2, 5, 14, 16, 20).
- Александр Даргомыжский: в неоконченной волшебной опере «Рогдана» (1860-е) 2 дуэттино
- Михаил Глинка: Mio ben ricordati (дуэттино для тенора и контральто с фортепьяно, 1828?, изд. с рус. текстом под назв. Воспоминания), дуэттино Руслана и Финна во 2-м действии оперы «Pуслан и Людмила»